# Flugplatz St. Donat-Mairist

i7
i11
i13
Der Flugplatz St. Donat-Mairist (ICAO-Code: LOKR) ist ein privater Flugplatz in Mairist im österreichischen Bundesland Kärnten. Er wird durch Armin Leitgeb betrieben.

## Lage
Der Flugplatz liegt in der Ortschaft Mairist auf dem Gemeindegebiet von Sankt Veit an der Glan, etwa 5 km südöstlich des Zentrums von Sankt Veit an der Glan.

## Flugbetrieb
Der Flugplatz St. Donat-Mairist besitzt eine Betriebszulassung ausschließlich für Ultraleichtflugzeuge. Er verfügt über eine 400 m lange Start- und Landebahn aus Gras. Nicht am Platz stationierte Ultraleichtflugzeuge benötigen eine Genehmigung des Platzhalters (PPR), um in St. Donat-Mairist landen zu können. Am Flugplatz ist eine Flugschule für Tragschrauber ansässig.